# Las Fincas, delstaten Mexiko
Las Fincas är en ort i kommunen Santo Tomás i delstaten Mexiko i Mexiko. Samhället hade 762 invånare vid folkräkningen 2020.